# Lucky Luke (disc jockey)
Lucky Luke, pseudonimo di Lukas Kemesis (...), è un disc jockey e produttore discografico lituano.

## Carriera
Lukas si appassionó alla musica elettronica all’età di 10 anni, caricando le proprie tracce sul suo canale YouTube, senza però ottenere molte visualizzazioni. Qualche anno più tardi, Lukas invia ad una stazione radiofonica lituana alcune delle sue tracce, diventando famoso a livello nazionale. Anche a seguito di varie collaborazioni con il connazionale Gaullin, Lukas (conosciuto ormai come Lucky Luke) diventa noto internazionalmente con il brano Cooler Than Me, capace di entrare nelle classiche musicali di varie nazioni europee. Nel 2020 pubblica Milk And Honey con l’australiano Tom Budin.

## Discografia

### EP
- 2018: Anymore

### Singoli
- 2017: Carry Me (con Danell Arma)
- 2017: Dangerous (con Evebei)
- 2017: LYD (Like You Do)
- 2017: NTFL (Need to Feel Loved)
- 2017: Boyfriend
- 2017: Crush
- 2017: Baby
- 2017: The One
- 2017: Nowhere
- 2017: D.O.N.T.
- 2017: One Day
- 2017: Jacks
- 2018: Sümmer Löve
- 2018: Wonderwall
- 2018: Broken Love (con Fella)
- 2018: Keke
- 2018: Never Stop
- 2018: E.B.Y.T. (con Joker Jaxx feat. Avatton)
- 2018: Friend (con Gaullin)
- 2018: Make Ü Mine
- 2018: Drüg (feat. Emie)
- 2018: M.A.D.E.
- 2018: Out Of Touch
- 2018: A.L.R.I.G.H.T.
- 2019: Tommy Vercetti
- 2019: Minê
- 2019: Cooler Than Me
- 2020: Hypnotizing
- 2020: Milk And Honey (con Tom Budin)
- 2020: Feel Like (con Arezra feat. Aivarask)
- 2020: Cherry Cola (con Gaullin)
- 2020: Around the World (La La La La La)
- 2020: Raw (con Ellipso)
- 2020: Top Down (con Gaullin feat. Tim North)

### Remix
- 2017: Getter – "Something Good" (Lucky Luke Remix)
- 2017: Dave Nazza – "Summer Vibe" (Lucky Luke Remix)
- 2017: Galantis – "Hunter" (Lucky Luke Remix)
- 2018: Drake – "In My Feelings" (Lucky Luke Remake)

### Collaborazione musica
- 2021: Basshunter – "Life Speaks to Me"